# Wasa (försäkringsbolag)

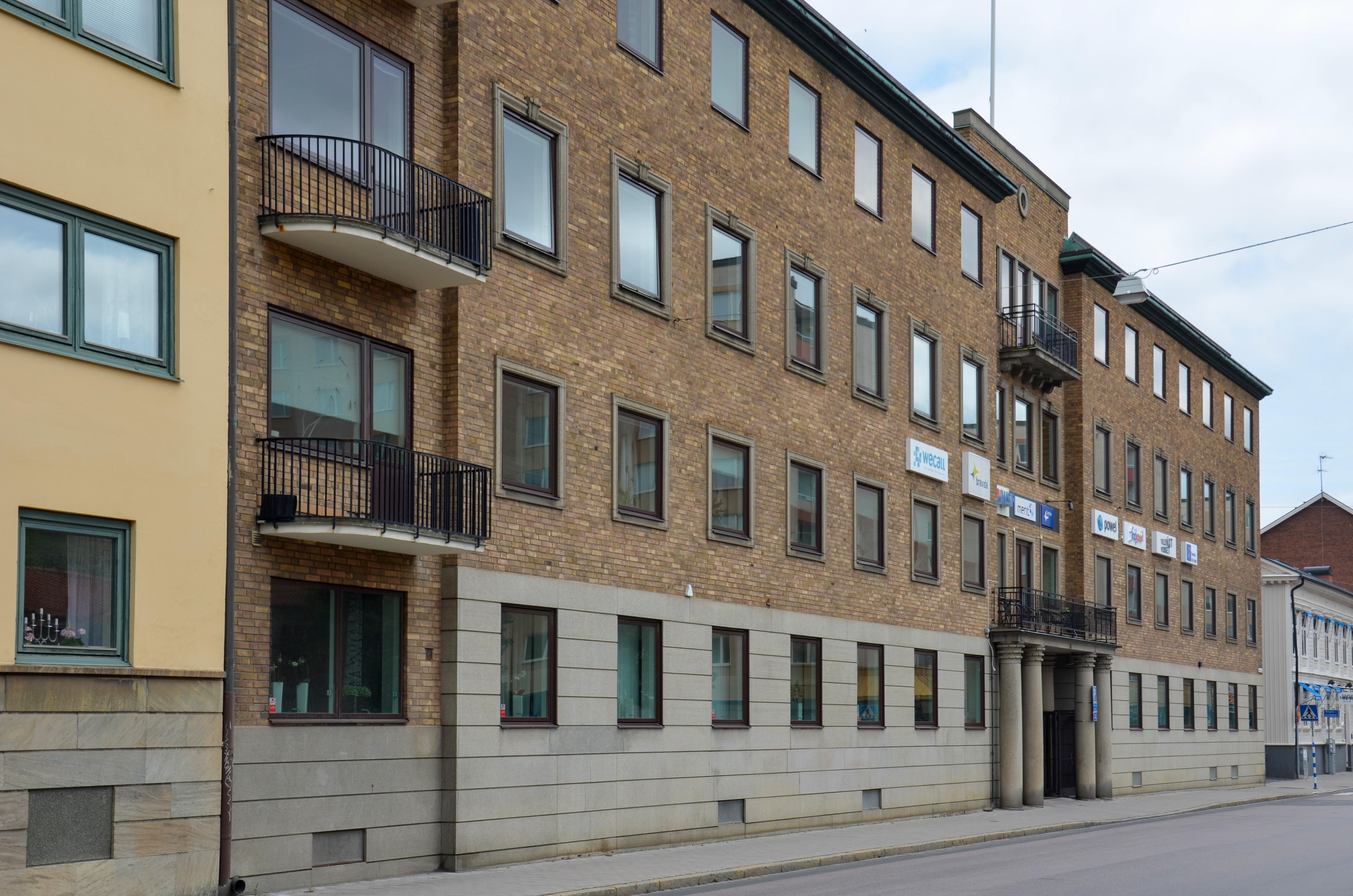
Allmänna Brands tidigare huvudkontor vid Östra Storgatan 67 i Jönköping

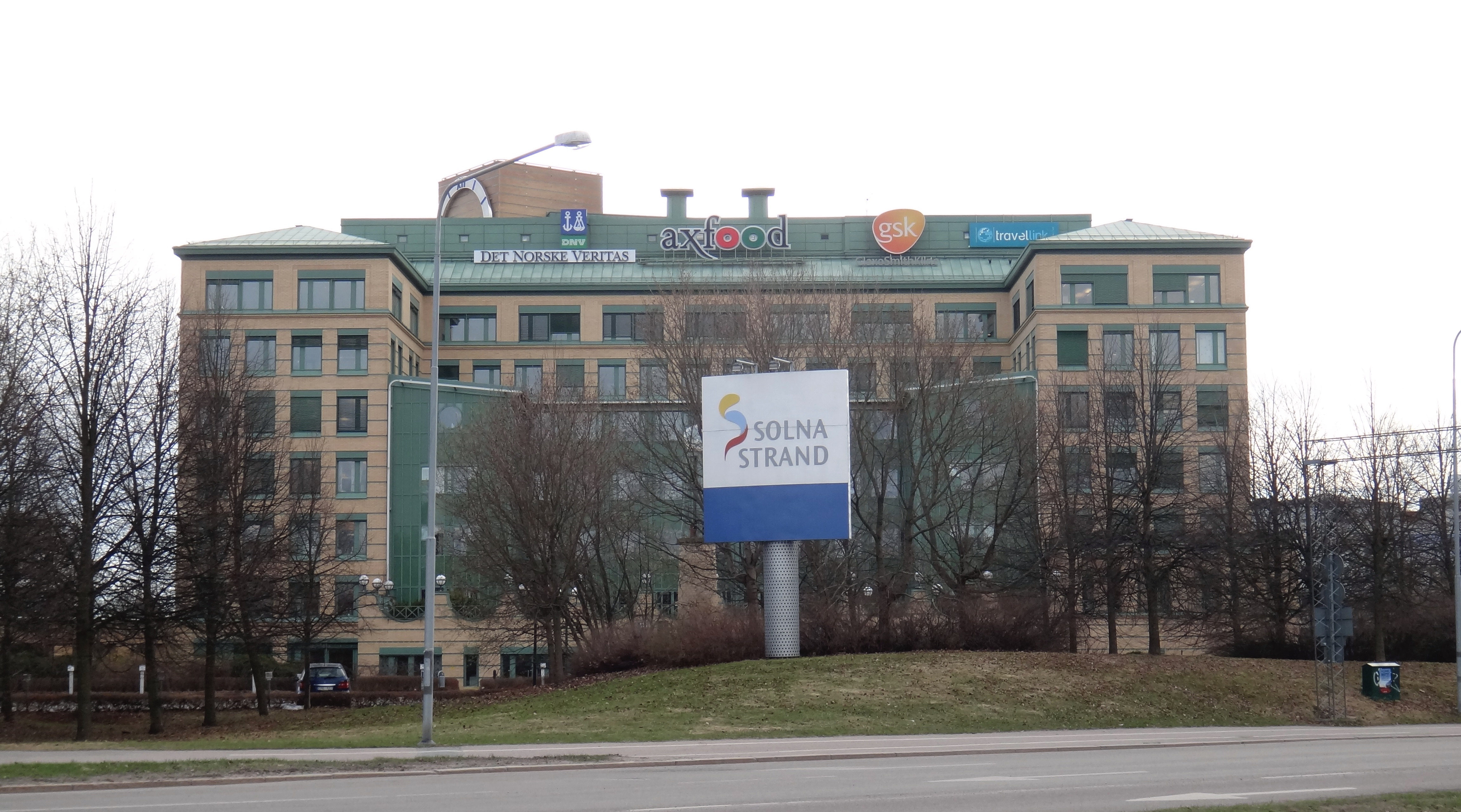
Wasas tidigare huvudkontor i Solna strand.

Wasa Försäkring, i marknadsföringssyfte skrivet WASA Försäkring, var ett svenskt försäkringsbolag som 1985 bildades av bolagen Vegete, Valand, Skånska Brand och Allmänna Brand. Namnet Wasa byggde på initialerna för de ingående bolagen.
År 1993 köptes Bohusbanken av Wasa och namnändrades till Wasabanken. År 1990 lät Wasa bygga Solna Gate, där bolaget kom att ha sitt huvudkontor i Solna strand.
Wasa Försäkring fusionerades 1998 med Länsförsäkringar, varvid Wasabanken uppgick i Länsförsäkringar Bank.